# ويدا
ويدا (بالإنجليزية: Ouida)‏ هو الاسم الادبي (مشتق من نطق طفولي لكلمة «لويزا») للأديبة ماريا لويز دي لا رامي (بالإنجليزية: Maria Louise [de la] Ramee)‏ هي روائية إنجليزية (1838 – 1908).

## بدايات حياتها
ولدت ويدا في بوري سانت إدموندز، حيث سجلت ولادتها في 7 يناير 1839. أبوها هو لويس رامي وكان فرنسيا، وأمها سوزان ساتن كانت إنجليزية.

## رحلتها الأدبية

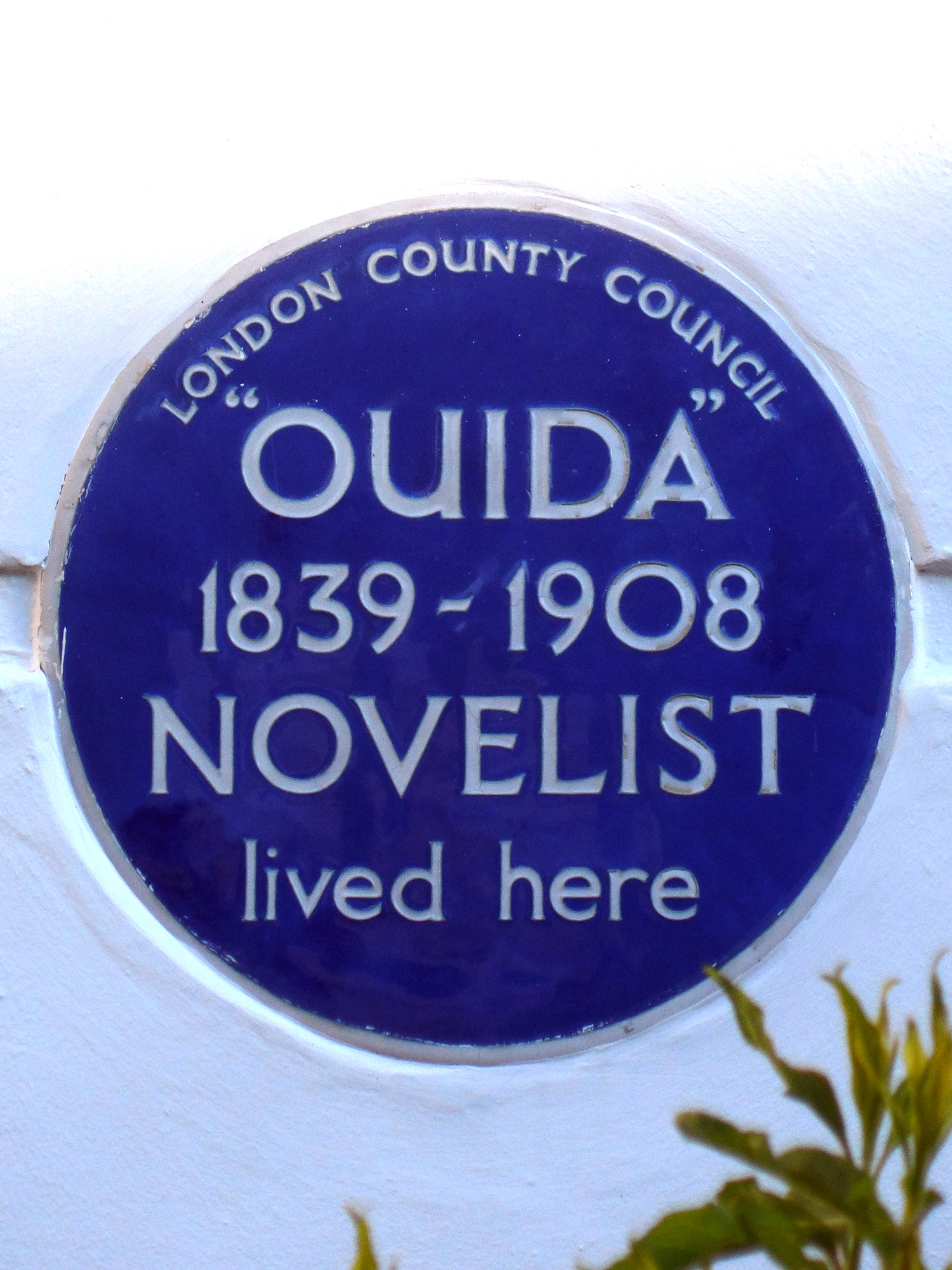
اللوحة الزرقاء التي أقامها مجلس مقاطعة لندن عام 1952 في 11 ميدان رافينسكورت، هامرسميث، لندن W6 0TW، لندن بورو أوف هامرسميث وفولهام

في عمر مبكر ذهبت للعيش في لندن، وبدأت هناك بالمساهمة في مجلة نيو مانثلي بنتلي. في عام 1860 ظهرت قصتها الأولى في نيو منثلي، والتي نشرت ثانية بعد ذلك باسم عالق في العبودية (1863)، في نيو منثلي بعنوان جرانفيل دي فين، وهذه تلاها كتاب ستراثمور (1865)، تشاندوس (1866) وتحت علمين (1867). إن قائمة أعمال ويدا اللاحقة طويلة جدا؛ لكنه من الكافي القول بأن قصة تحت علمين سوية مع قصة العث (1880) ولم تعتبر فقط من رواياتها المميزة بل اعتبرت أيضا أفضل. وفي شكل أقل درامية، فإن قصتها بيمبي: قصص للأطفال (1882) وكلب الفلاندرز (المعروفة في العالم العربي من مسلسل الأنمي بائع الحليب) لربما تذكر أيضا؛ لكنها كانت مقارنة بقصصها الأكثر زخرفة، مثل تحت علمين والعث، فإنها قد حققت نجاحا شعبيا.

## نقد لأعمال ويدا
يمكن الحكم على أعمال ويدا من خلال بنقدها الأدبي الصرف وعلى أساس الأخلاق والميل. وهي في الغالب مبهرجة، وغير مفيدة كثيرا. ولكن من المستحيل، على أية حال، رفض كتب مثل تشاندوس وتحت علمين على مثل هذه الأسس. التشديد من ويدا على دوافع العاطفة الحسية كان خليطا من بموهبتها الأصلية للموقف والحبكة، وأيضا بالقدرة الوصفية الأصيلة التي مكنتها لبناء قصة رائعة وقوية، مع أنها قد شوهتها بالملاحظات الخاطئة والهفوات الأدبية المبالغات. إن شخصية «سيجاريت» في رواية تحت علمين مليئة باللمسات الرفيعة، وهذه ليست حالة معزولة.

## سنواتها الأخيرة

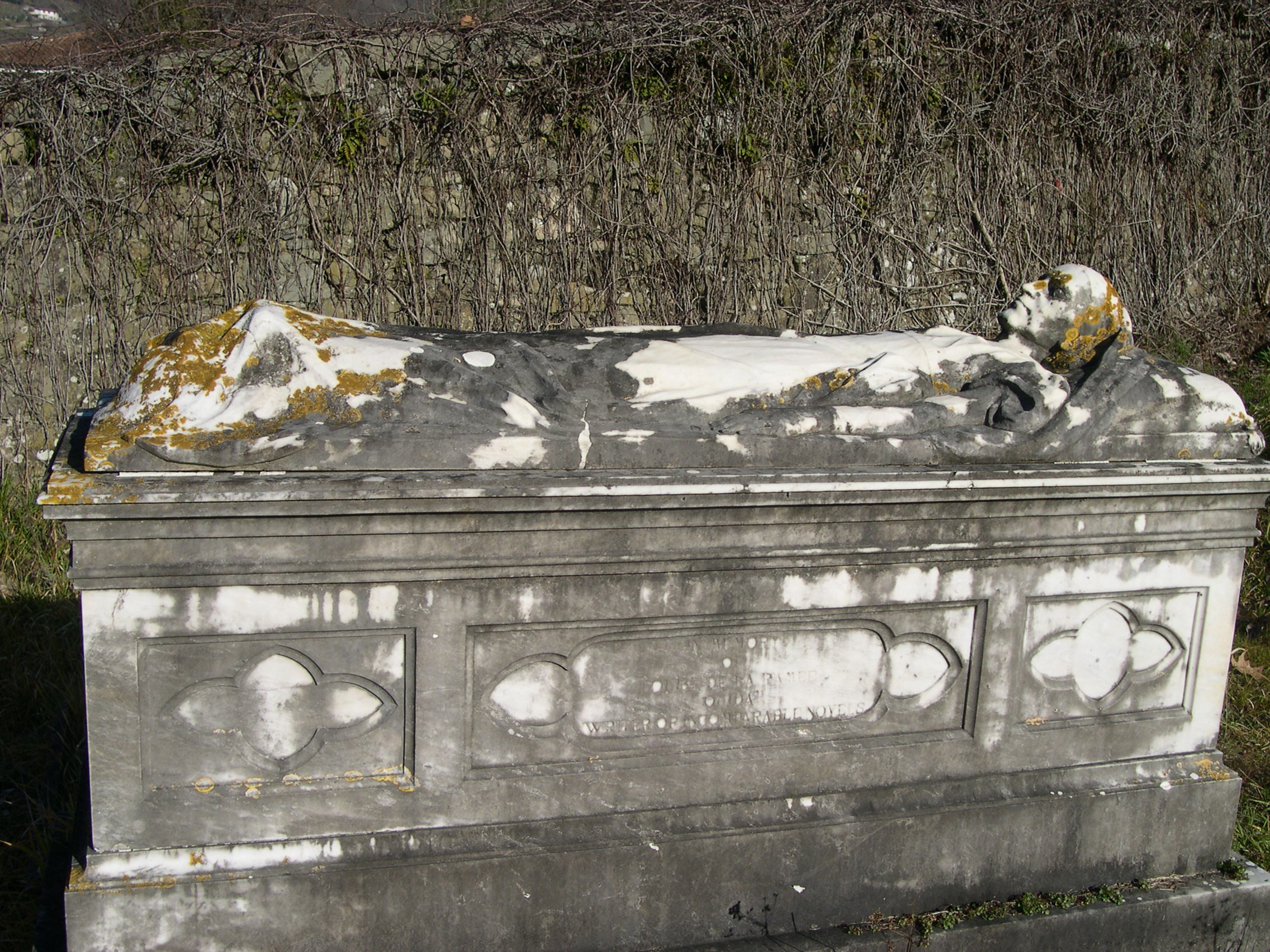
قبر ويدا

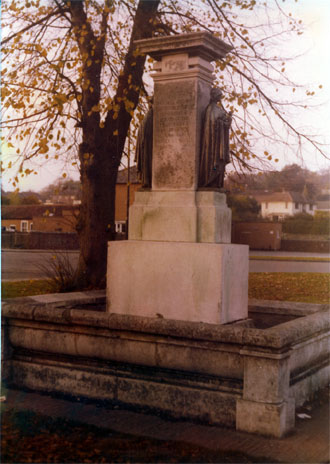
نصب ويدا التذكاري في بوري سانت إدموندز

في عام 1874 انتقلت ويدا إلى فلورنسا، والعديد من رواياتها التالية تقع في مكان إيطالي. ساهمت من وقت لآخر في المجلات، وكتبت بشدة نيابة عن ضد تشريح الحيوانات الحية وعلى السياسة الإيطالية؛ لكن وجهات نظرها على هذه المواضيع تميزت بالعنف وقلة الرأي. كانت قد اكتسبت الكثير من المال بكتبها السابقة، لكنها صرفته بدون أن تفكر بالغد؛ ومع أنها قد منحت في عام 1907 راتبا تقاعديا، ماتت في فياريدجو في فاقة يوم 25 يناير 1908.

## روابط خارجية
- ويدا على موقع IMDb (الإنجليزية)
- ويدا على موقع الموسوعة البريطانية (الإنجليزية)
- ويدا على موقع قاعدة بيانات برودواي على الإنترنت (الإنجليزية)
- ويدا على موقع قاعدة بيانات برودواي على الإنترنت (الإنجليزية)
- ويدا على موقع إن إن دي بي (الإنجليزية)
- ويدا على موقع قاعدة بيانات الفيلم (الإنجليزية)